# Ostružanj
Ostružanj (en serbe cyrillique : Остружањ) est un village de Serbie situé dans la municipalité d’Osečina, district de Kolubara. Au recensement de 2011, il comptait 489 habitants.

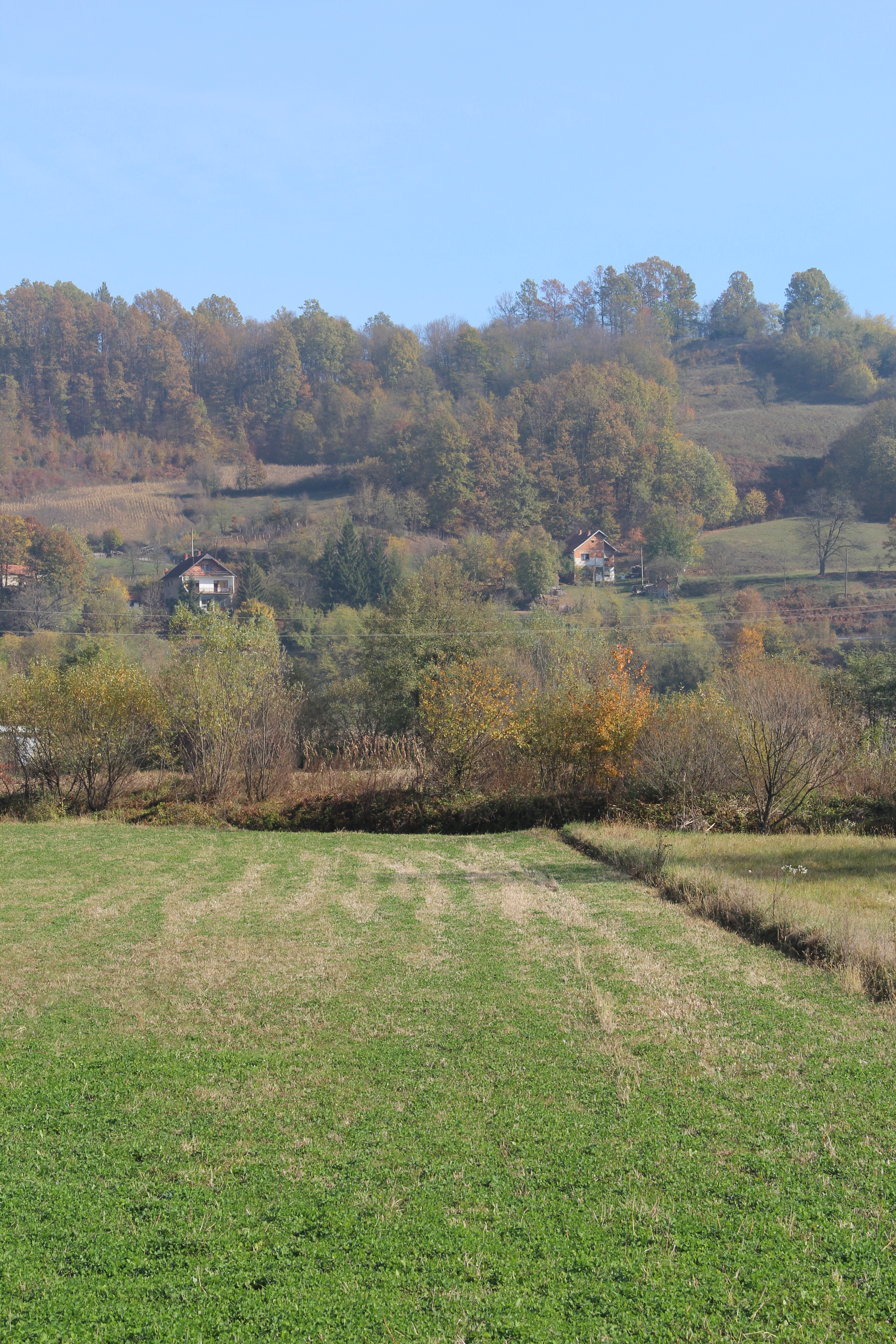
Ostružanj - panorama
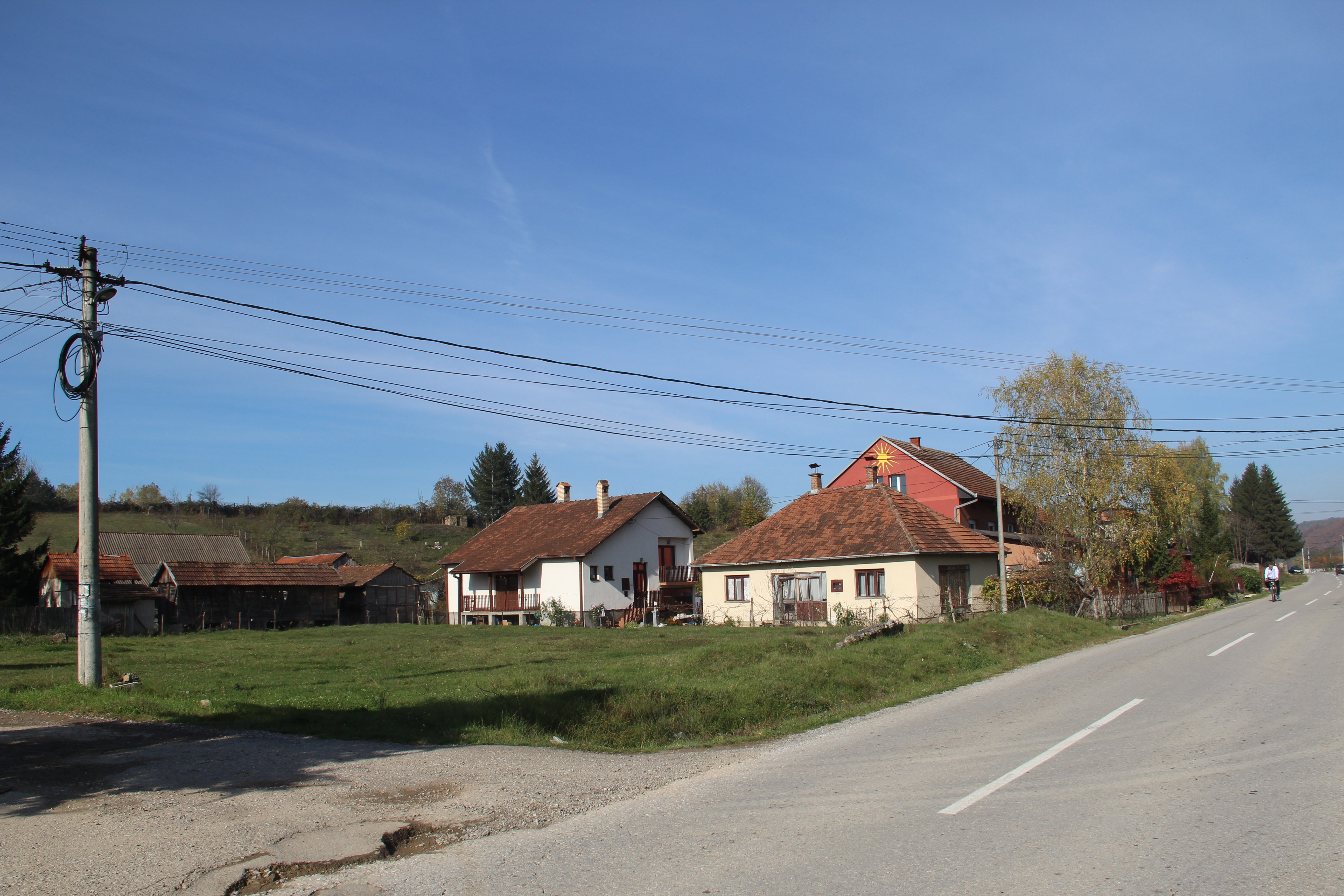
Ostružanj - panorama
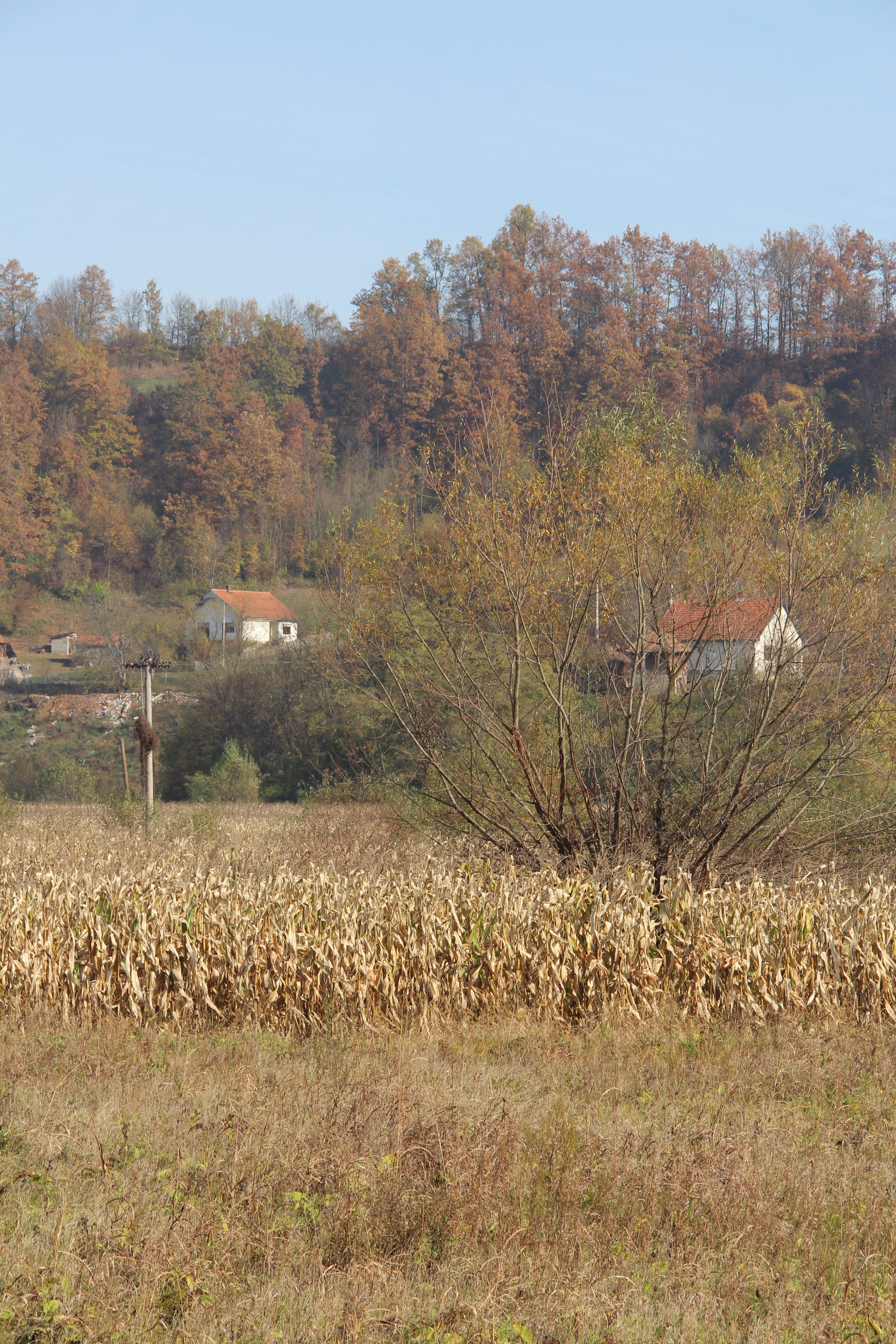
Ostružanj - panorama
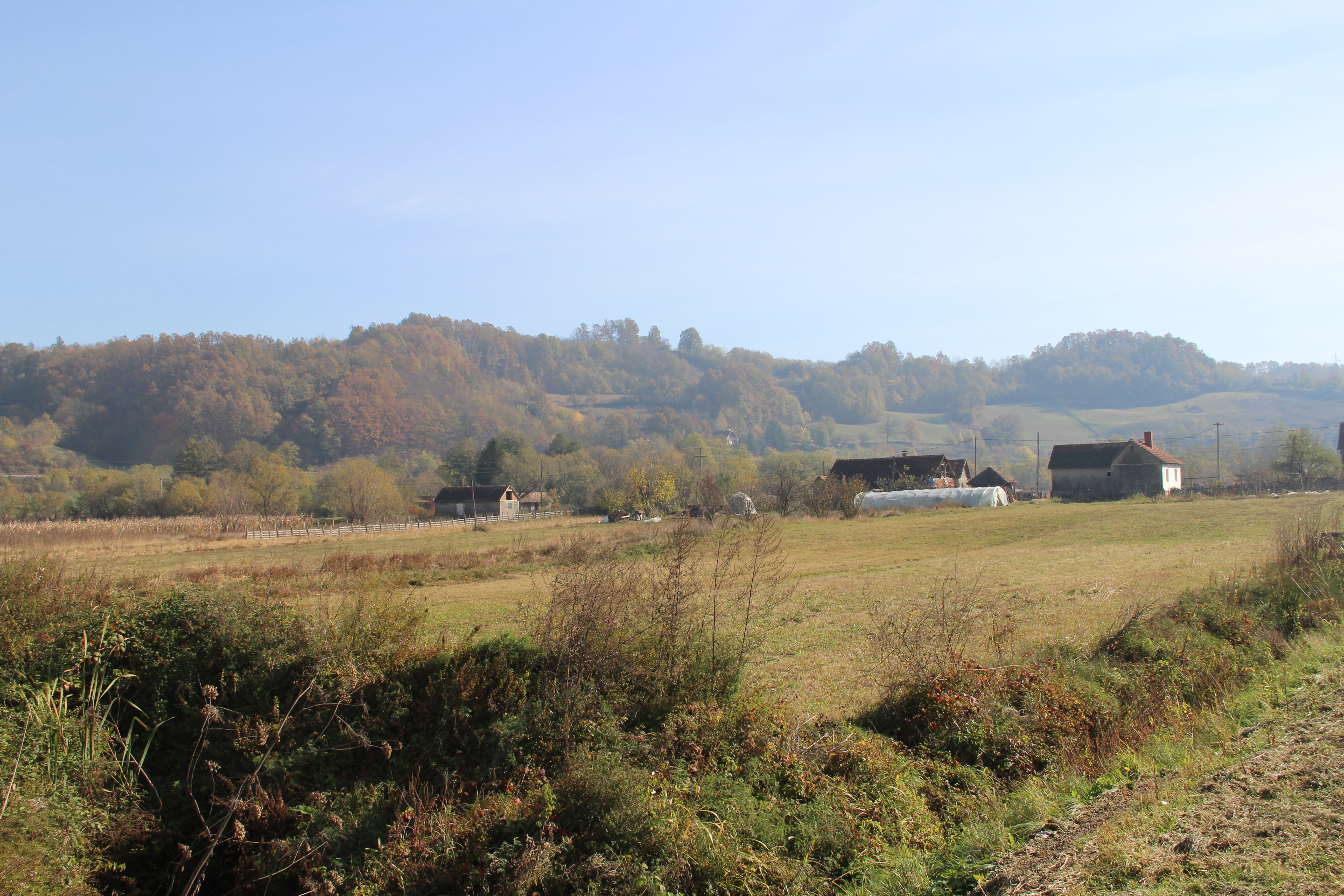
Ostružanj - panorama
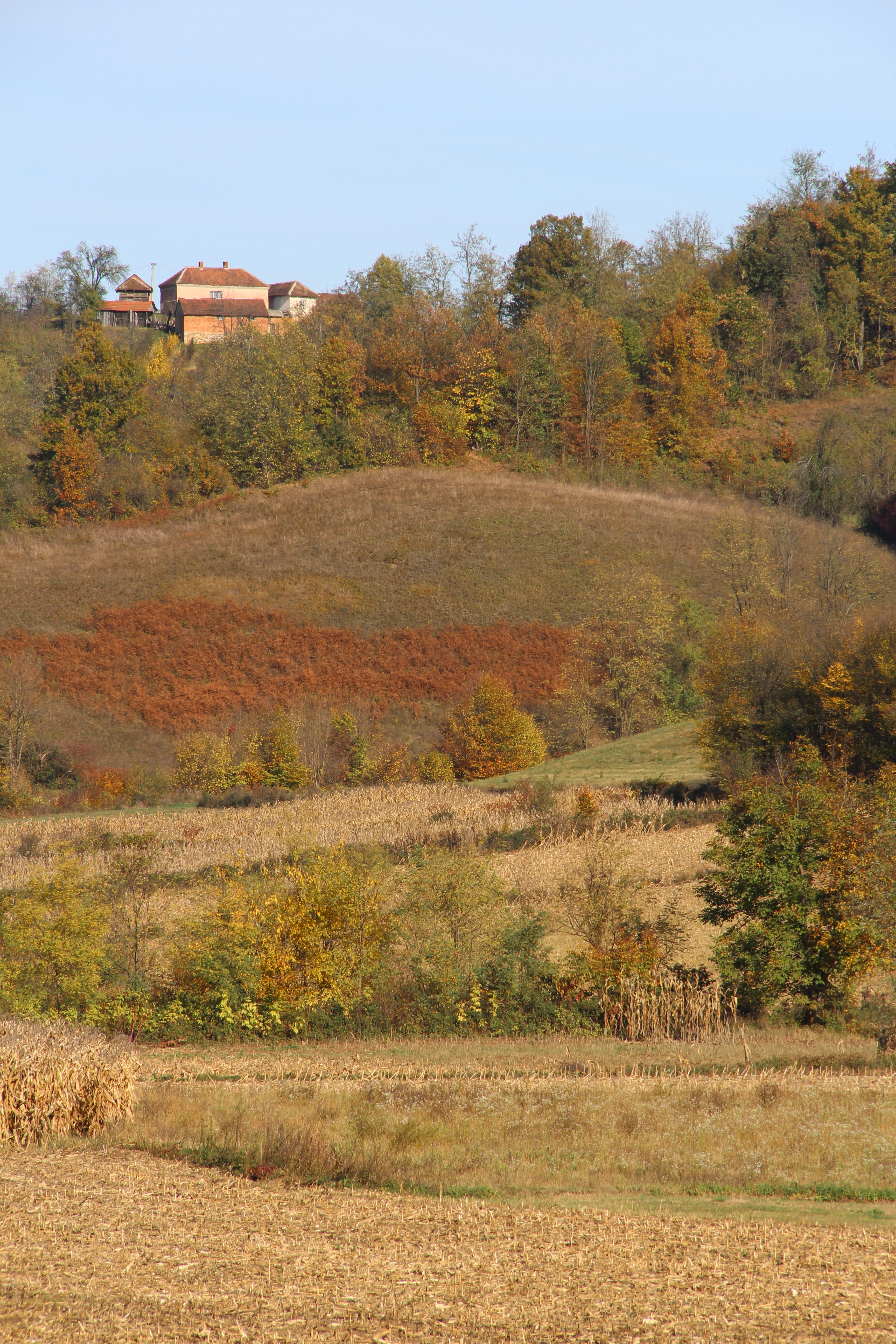
Ostružanj - panorama
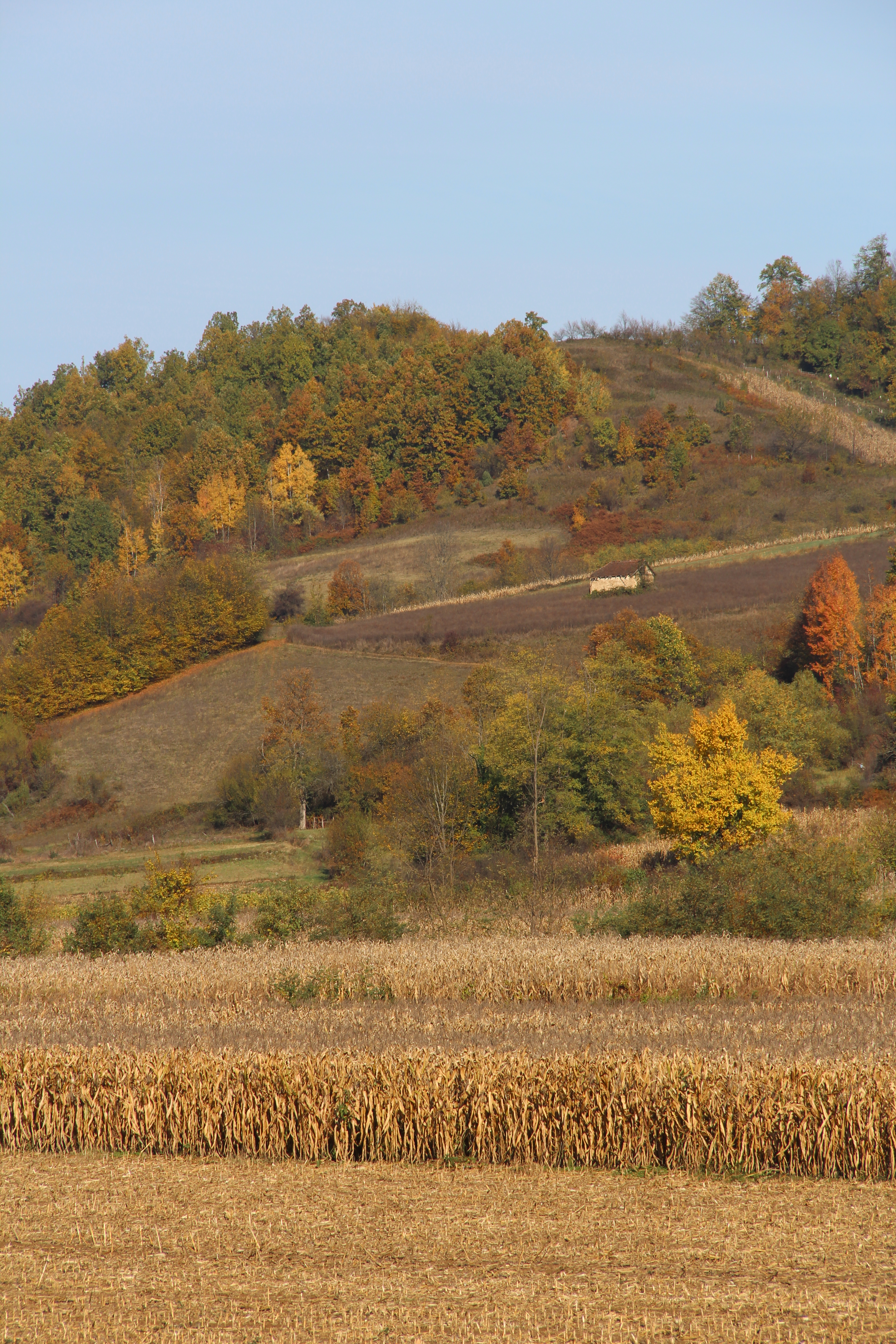
Ostružanj - panorama
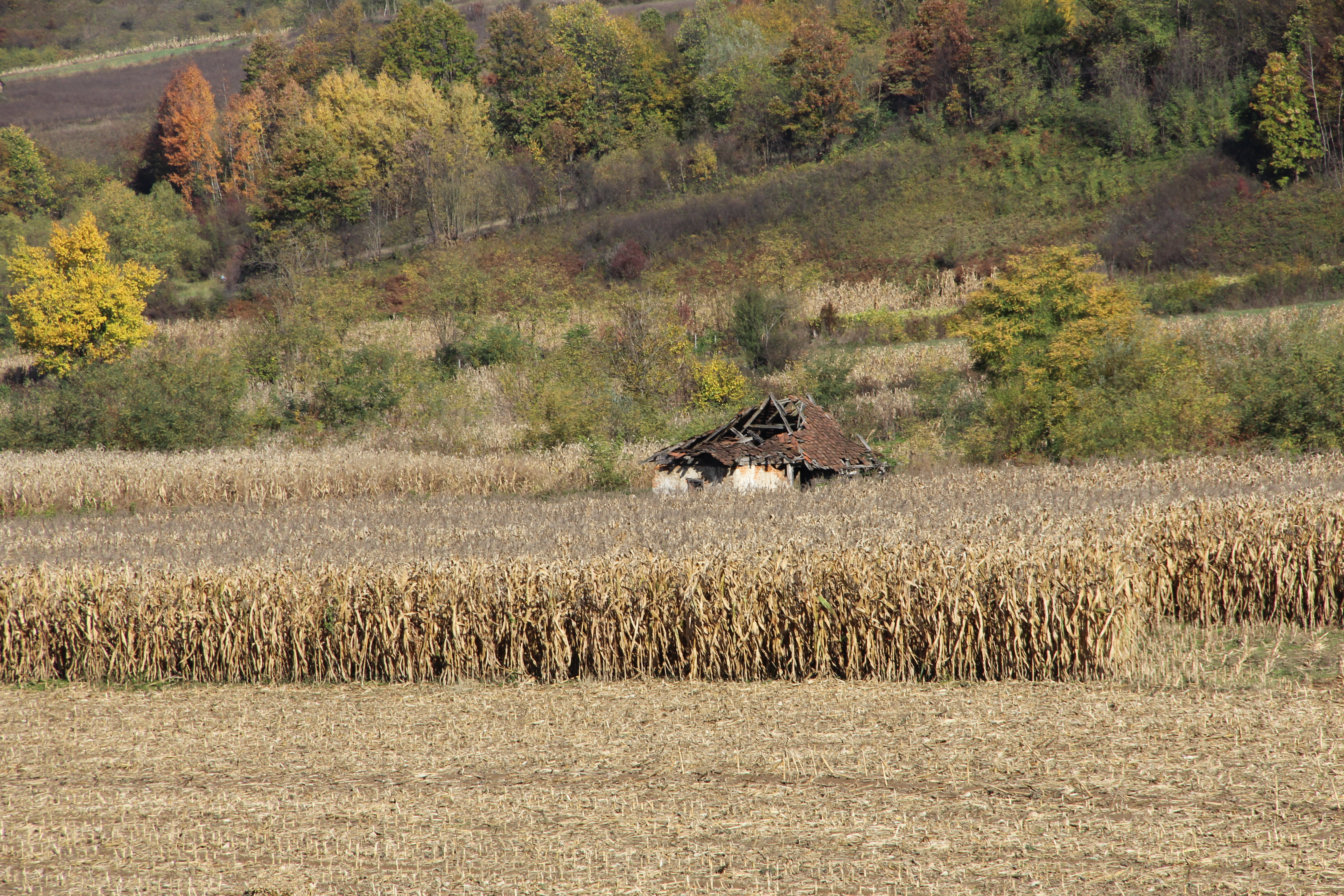
Ostružanj - panorama

## Démographie
| 1948  | 1953  | 1961  | 1971  | 1981 | 1991 | 2002 | 2011 |
| ----- | ----- | ----- | ----- | ---- | ---- | ---- | ---- |
| 1 272 | 1 244 | 1 138 | 1 027 | 775  | 610  | 588  | 489  |

|  |